# Soběsuky
Soběsuky (en allemand : Sobiesuk) est une commune du district de Kroměříž, dans la région de Zlín, en République tchèque. Sa population s'élevait à 395 habitants en 2025.

## Géographie
Soběsuky se trouve à 8 km au sud-ouest du centre de Kroměříž, à 23 km à l'ouest de Zlín, à 55 km à l'est de Brno et à 231 km à l'est-sud-est de Prague.
La commune est limitée par Šelešovice au nord, par Kroměříž au nord-est, par Kostelany au sud-est et au sud, et par Zdounky à l'ouest.

## Histoire
La première mention écrite de la localité date de 1287.

## Administration
La commune se compose de trois sections :
- Milovice
- Skržice
- Soběsuky

## Transports
Par la route, Soběsuky se trouve à 10 km de Kroměříž, à 34 km de Zlín, à 67 km de Brno et à 277 km de Prague.